# Brigantină

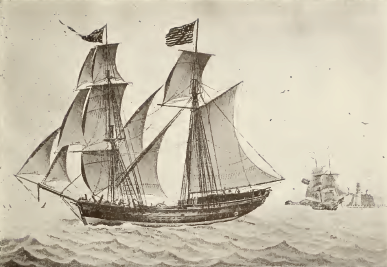
Brigantina Experiment, deplasament 114 tone, construită în 1803

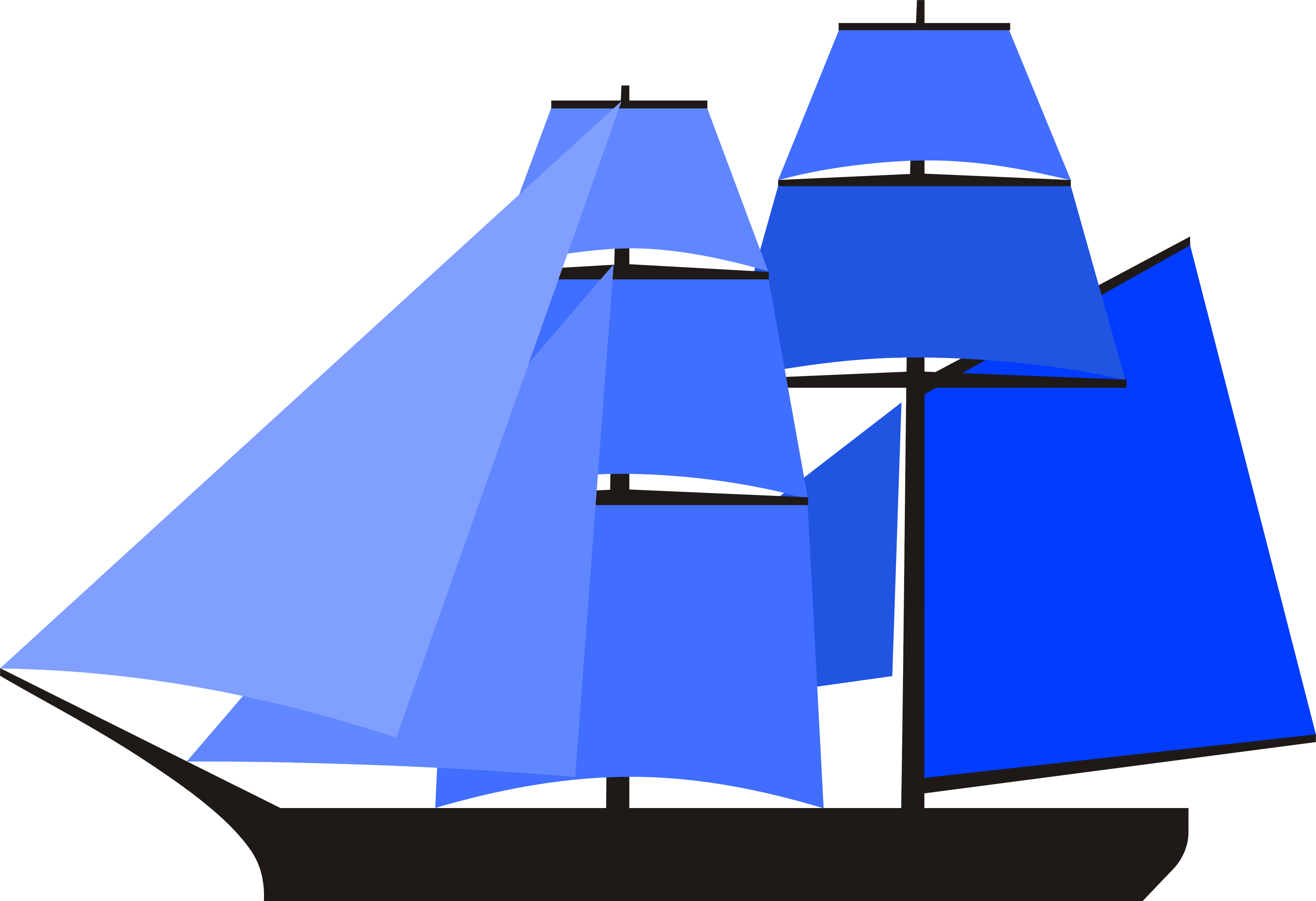
Velatura unei brigantine - schemă

Brigantina este un velier de mici dimensiuni, cu două catarge. Velatura brigantinei este oarecum asemănătoare cu aceea a unui bric: cel puțin două vele pe arborele principal, dintre care gabierul pătrat și o velă mare de formă trapezoidală („brigantina”) sunt caracteristice acestui tip de navă.
Brigantina a apărut pe la mijlocul secolului al XVI-lea și a fost utilizată pe scară largă până în secolul al XIX-lea. Se caracterizează prin suprafața mare a velelor, raportată la dimensiunile carenei, un deplasament de până la 600 t (cel mai frecvent fiind însă între 50 și 200 de tone), viteză și agilitate în manevrare, ceea ce o recomanda chiar și pentru transportul naval transoceanic.
Brigantinele au fost utilizate în principal pentru traficul comercial. Viteza și manevrabilitatea lor le permitea să scape de o eventuală urmărire din partea navelor militare ale vremii, nave de linie și fregate. Din acest motiv, unele flote au folosit brigantinele și cu rol de navă de luptă, armându-le cu până la o duzină de piese de artilerie pe punte și utilizând-le pentru recunoaștere și pentru combaterea pirateriei.
În coloniile americane, înainte de 1775 brigantina era pe locul doi în rândul celor mai utilizate nave (pe primul loc fiind sloopul). Brigantina era însă mai rapidă și mai ușor de manevrat decât un sloop sau decât o goeletă. În general, brigantina era mai mare (ca deplasament) decât sloopul și goeleta, dar mai mică decât bricul.
Ultima brigantină funcțională din lume este Eye of the Wind, construită în 1911, dar care mai navigă și în prezent.

Termenul de brigantină este uneori folosit și pentru vela de formă trapezoidală, fixată de catargul acestui tip de velier.